# Puycalvel
Puycalvel est une commune française située dans le département du Tarn, en région Occitanie. Sur le plan historique et culturel, la commune est dans le Castrais, un territoire essentiellement agricole, entre la rive droite de l'Agout au sud et son affluent, le Dadou, au nord.
Exposée à un climat océanique altéré, elle est drainée par le ruisseau de Cabanac, le ruisseau de la Calvétié, le ruisseau de Merdalou et par divers autres petits cours d'eau. La commune possède un patrimoine naturel remarquable composé de deux zones naturelles d'intérêt écologique, faunistique et floristique.
Puycalvel est une commune rurale qui compte 215 habitants en 2022, après avoir connu un pic de population de 573 habitants en 1861.  Elle fait partie de l'aire d'attraction de Castres. Ses habitants sont appelés les Puycalvelois ou  Puycalveloises.

## Géographie

### Localisation
Puycalvel se situe entre Graulhet (à 12 km au nord-ouest) et Castres (à 15 km au sud-est).

### Communes limitrophes
Les communes limitrophes sont  Brousse, Cuq, Damiatte, Lautrec, Moulayrès et Serviès.
Puycalvel est limitrophe de six autres communes.
| Moulayrès | Brousse   |         |
| Damiatte  | Puycalvel | Lautrec |
| Serviès   | Cuq       |         |

### Voies de communication et transports
Aucun service de transport en commun ne dessert la commune. La gare la plus proche est la gare de Vielmur-sur-Agout.

### Hydrographie
La commune est dans le bassin de la Garonne, au sein du bassin hydrographique Adour-Garonne. Elle est drainée par le ruisseau de Cabanac, le ruisseau de la Calvétié, le ruisseau de Merdalou, le ruisseau des Bayssés et par divers petits cours d'eau, qui constituent un réseau hydrographique de 13 km de longueur totale,.

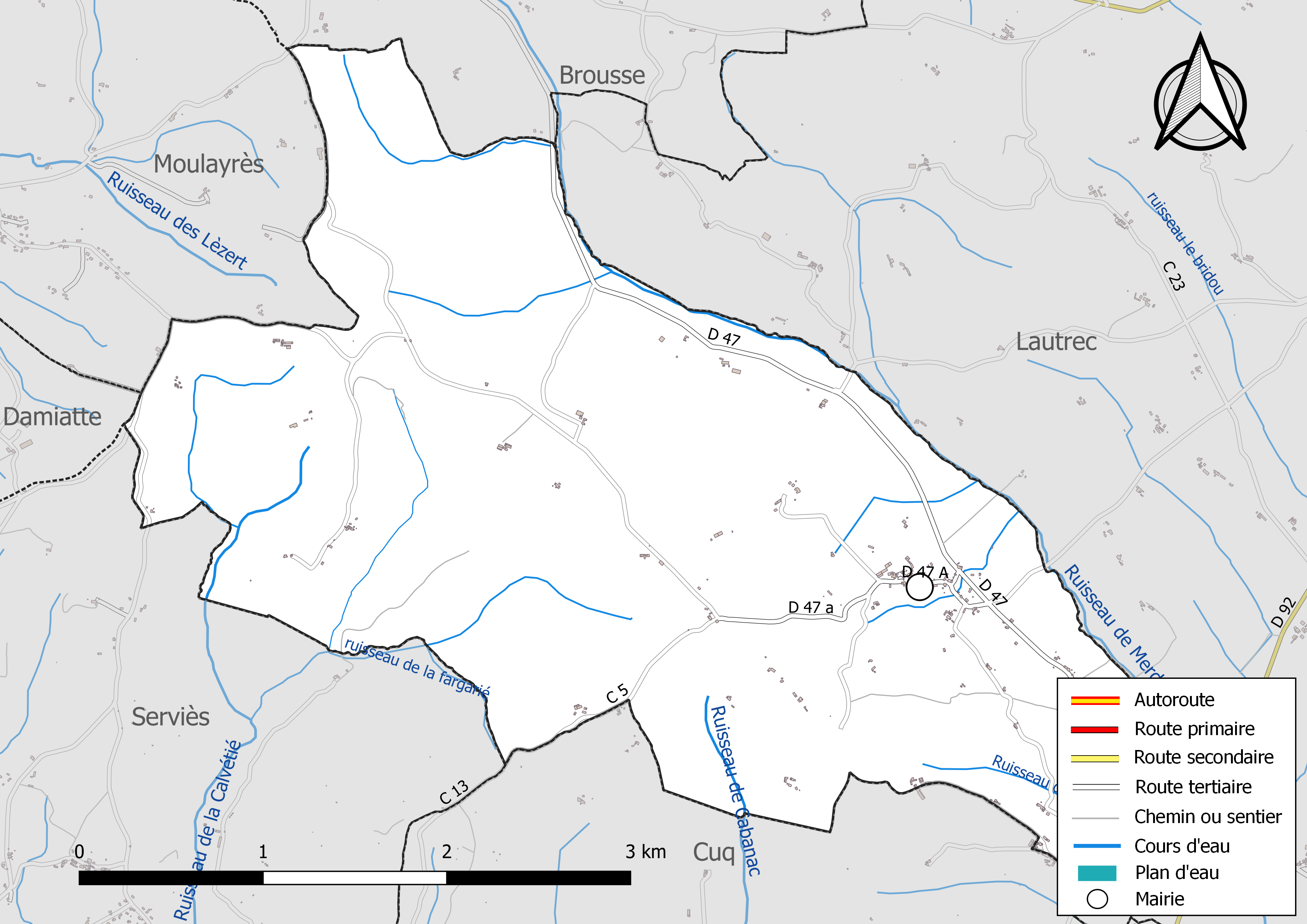
Réseaux hydrographique et routier de Puycalvel.

### Climat
Pour des articles plus généraux, voir Climat de l'Occitanie et Climat du Tarn.
En 2010, le climat de la commune est de type climat du Bassin du Sud-Ouest, selon une étude du Centre national de la recherche scientifique s'appuyant sur une série de données couvrant la période 1971-2000. En 2020, Météo-France publie une typologie des climats de la France métropolitaine dans laquelle la commune est exposée à un climat océanique altéré et est dans la région climatique Aquitaine, Gascogne, caractérisée par une pluviométrie abondante au printemps, modérée en automne, un faible ensoleillement au printemps, un été chaud (19,5 °C), des vents faibles, des brouillards fréquents en automne et en hiver et des orages fréquents en été (15 à 20 jours).
Pour la période 1971-2000, la température annuelle moyenne est de 13,1 °C, avec une amplitude thermique annuelle de 16 °C. Le cumul annuel moyen de précipitations est de 790 mm, avec 8,9 jours de précipitations en janvier et 5,6 jours en juillet. Pour la période 1991-2020, la température moyenne annuelle observée sur la station météorologique de Météo-France la plus proche, « Puylaurens », sur la commune de Puylaurens à 14 km à vol d'oiseau, est de 14,4 °C et le cumul annuel moyen de précipitations est de 782,0 mm. 
La température maximale relevée sur cette station est de 42,5 °C, atteinte le 13 août 2003 ; la température minimale est de −16,5 °C, atteinte le 16 janvier 1985,,.
Les paramètres climatiques de la commune ont été estimés pour le milieu du siècle (2041-2070) selon différents scénarios d'émission de gaz à effet de serre à partir des nouvelles projections climatiques de référence DRIAS-2020. Ils sont consultables sur un site dédié publié par Météo-France en novembre 2022.

### Milieux naturels et biodiversité
L’inventaire des zones naturelles d'intérêt écologique, faunistique et floristique (ZNIEFF) a pour objectif de réaliser une couverture des zones les plus intéressantes sur le plan écologique, essentiellement dans la perspective d’améliorer la connaissance du patrimoine naturel national et de fournir aux différents décideurs un outil d’aide à la prise en compte de l’environnement dans l’aménagement du territoire.
Une ZNIEFF de type 1 est recensée sur la commune :
les « bois de Rousieux et de Cabanac » (748 ha), couvrant 3 communes du département et une ZNIEFF de type 2, : 
les « coteaux de Graulhet à Lautrec » (4 965 ha), couvrant 7 communes du département.

Carte des ZNIEFF de type 1 et 2 à Puycalvel.
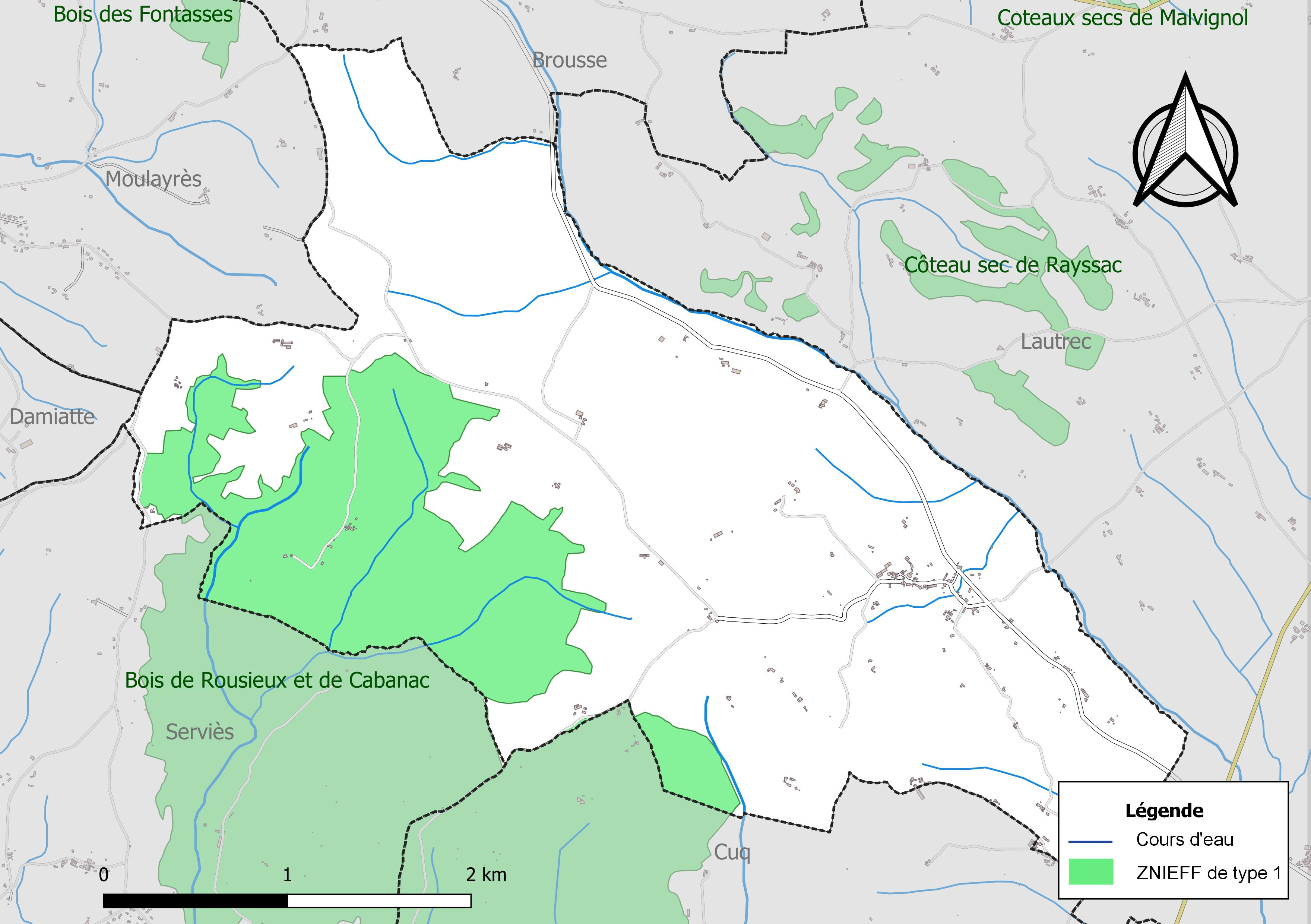
Carte de la ZNIEFF de type 1 sur la commune.
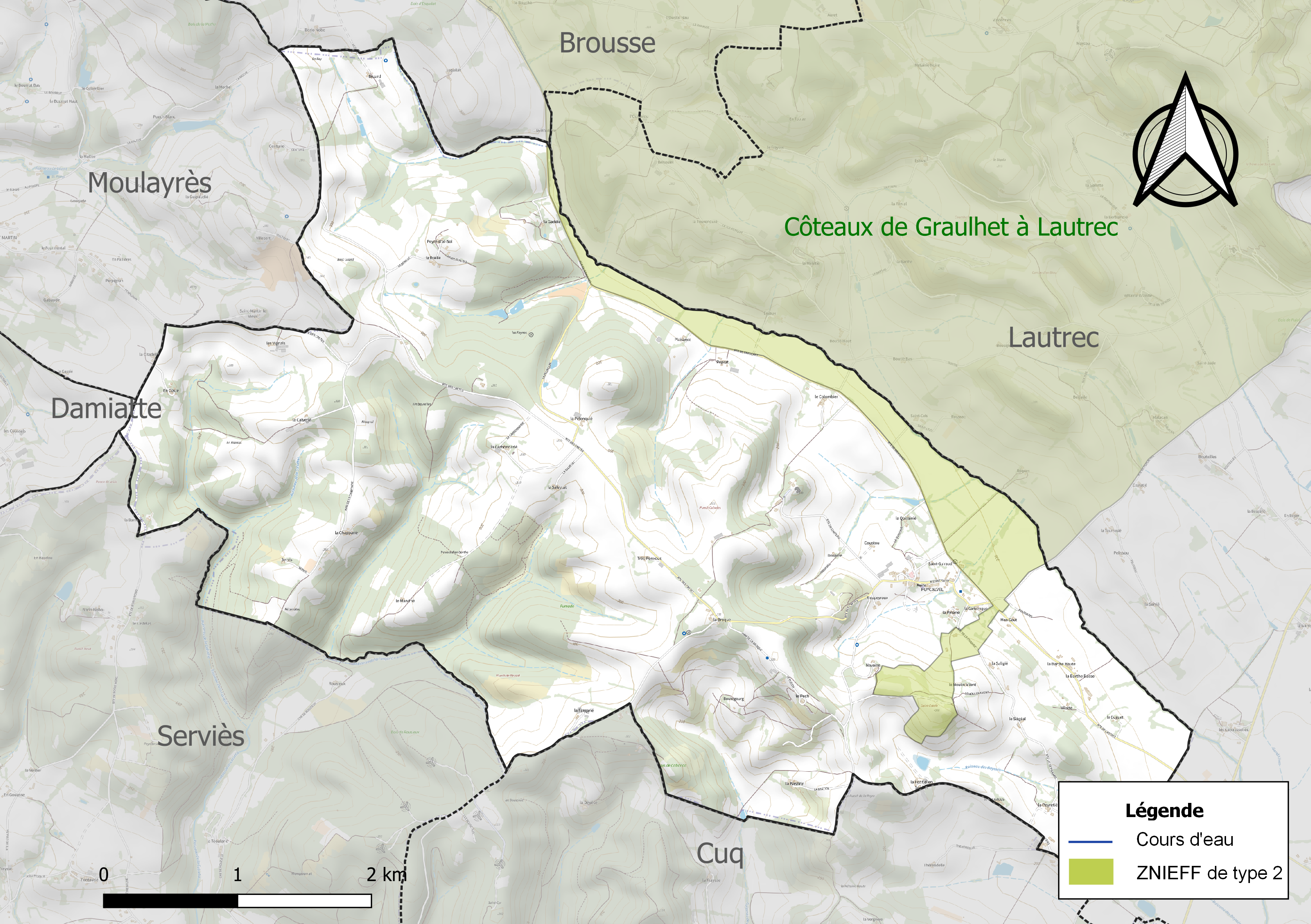
Carte de la ZNIEFF de type 2 sur la commune.

## Urbanisme

### Typologie
Au 1er janvier 2024, Puycalvel est catégorisée commune rurale à habitat très dispersé, selon la nouvelle grille communale de densité à sept niveaux définie par l'Insee en 2022.
Elle est située hors unité urbaine. Par ailleurs la commune fait partie de l'aire d'attraction de Castres, dont elle est une commune de la couronne,. Cette aire, qui regroupe 55 communes, est catégorisée dans les aires de 50 000 à moins de 200 000 habitants,.

### Occupation des sols
L'occupation des sols de la commune, telle qu'elle ressort de la base de données européenne d’occupation biophysique des sols Corine Land Cover (CLC), est marquée par l'importance des territoires agricoles (70,9 % en 2018), une proportion sensiblement équivalente à celle de 1990 (71,2 %). La répartition détaillée en 2018 est la suivante : 
terres arables (44,1 %), forêts (29,1 %), zones agricoles hétérogènes (26,6 %), prairies (0,1 %). L'évolution de l’occupation des sols de la commune et de ses infrastructures peut être observée sur les différentes représentations cartographiques du territoire : la carte de Cassini (XVIIIe siècle), la carte d'état-major (1820-1866) et les cartes ou photos aériennes de l'IGN pour la période actuelle (1950 à aujourd'hui).

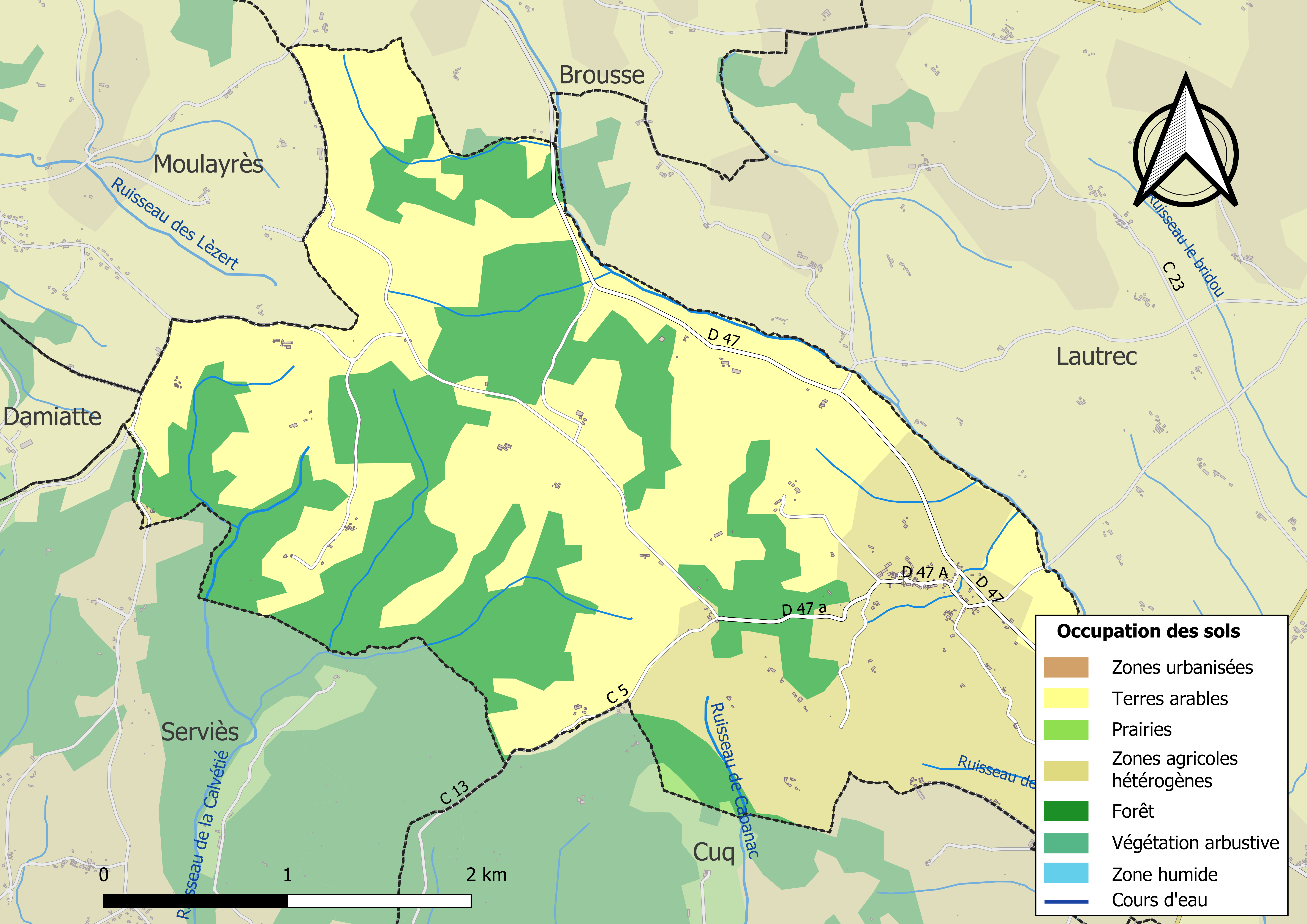
Carte des infrastructures et de l'occupation des sols de la commune en 2018 (CLC).

### Risques majeurs
Le territoire de la commune de Puycalvel est vulnérable à différents aléas naturels : météorologiques (tempête, orage, neige, grand froid, canicule ou sécheresse), feux de forêts, mouvements de terrains et séisme (sismicité très faible). Il est également exposé à un risque technologique,  le transport de matières dangereuses. Un site publié par le BRGM permet d'évaluer simplement et rapidement les risques d'un bien localisé soit par son adresse soit par le numéro de sa parcelle.

#### Risques naturels
Puycalvel est exposée au risque de feu de forêt. En 2022, il n'existe pas de Plan de Prévention des Risques incendie de forêt (PPRif). Le débroussaillement aux abords des maisons constitue l’une des meilleures protections pour les particuliers contre le feu,.

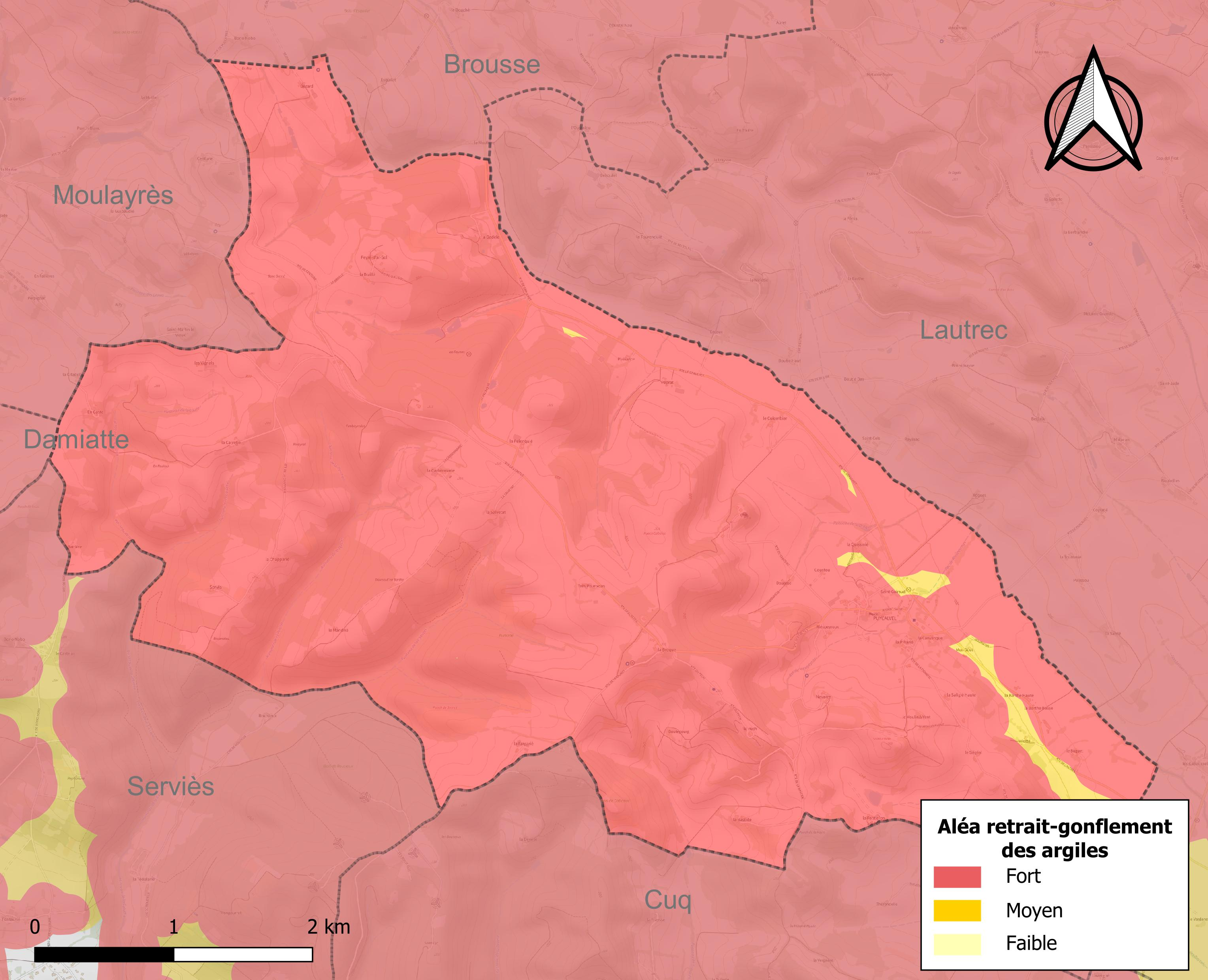
Carte des zones d'aléa retrait-gonflement des sols argileux de Puycalvel.

La commune est vulnérable au risque de mouvements de terrains constitué principalement du retrait-gonflement des sols argileux. Cet aléa est susceptible d'engendrer des dommages importants aux bâtiments en cas d’alternance de périodes de sécheresse et de pluie. La totalité de la commune est en aléa moyen ou fort (76,3 % au niveau départemental et 48,5 % au niveau national). Sur les 106 bâtiments dénombrés sur la commune en 2019, 106 sont en aléa moyen ou fort, soit 100 %, à comparer aux 90 % au niveau départemental et 54 % au niveau national. Une cartographie de l'exposition du territoire national au retrait gonflement des sols argileux est disponible sur le site du BRGM,.
Par ailleurs, afin de mieux appréhender le risque d’affaissement de terrain, l'inventaire national des cavités souterraines permet de localiser celles situées sur la commune.
La commune a été reconnue en état de catastrophe naturelle au titre des dommages causés par les inondations et coulées de boue survenues en 1982 et 2020. 

#### Risques technologiques
Le risque de transport de matières dangereuses sur la commune est lié à sa traversée par des infrastructures routières ou ferroviaires importantes ou la présence d'une canalisation de transport d'hydrocarbures. Un accident se produisant sur de telles infrastructures est susceptible d’avoir des effets graves sur les biens, les personnes ou l'environnement, selon la nature du matériau transporté. Des dispositions d’urbanisme peuvent être préconisées en conséquence.

## Histoire

### Héraldique
| Puycalvel | Son blasonnement est : D'or aux trois fusées de gueules rangées en fasce. |

## Politique et administration
| Période                                  | Période   | Identité         | Étiquette | Qualité |
| ---------------------------------------- | --------- | ---------------- | --------- | ------- |
| mars 2008                                |           | Michel Colombier |           |         |
| mars 2001                                | mars 2008 | Michel Colombier |           |         |
| Les données manquantes sont à compléter. |           |                  |           |         |

## Démographie
| 1793 | 1800 | 1806 | 1821 | 1831 | 1836 | 1841 | 1846 | 1851 |
| ---- | ---- | ---- | ---- | ---- | ---- | ---- | ---- | ---- |
| 304  | 302  | 350  | 445  | 535  | 526  | 550  | 535  | 528  |

| 1856 | 1861 | 1866 | 1872 | 1876 | 1881 | 1886 | 1891 | 1896 |
| ---- | ---- | ---- | ---- | ---- | ---- | ---- | ---- | ---- |
| 520  | 573  | 572  | 485  | 479  | 471  | 450  | 425  | 388  |

| 1901 | 1906 | 1911 | 1921 | 1926 | 1931 | 1936 | 1946 | 1954 |
| ---- | ---- | ---- | ---- | ---- | ---- | ---- | ---- | ---- |
| 353  | 329  | 345  | 330  | 344  | 305  | 282  | 264  | 246  |

| 1962 | 1968 | 1975 | 1982 | 1990 | 1999 | 2005 | 2006 | 2010 |
| ---- | ---- | ---- | ---- | ---- | ---- | ---- | ---- | ---- |
| 190  | 205  | 170  | 191  | 201  | 209  | 198  | 194  | 208  |

| 2015 | 2020 | 2022 | - | - | - | - | - | - |
| ---- | ---- | ---- | - | - | - | - | - | - |
| 214  | 210  | 215  | - | - | - | - | - | - |

## Économie

### Revenus
En 2018, la commune compte 88 ménages fiscaux, regroupant 209 personnes. La médiane du revenu disponible par unité de consommation est de 19 750 € (20 400 € dans le département).

### Emploi
|                | 2008  | 2013   | 2018  |
| -------------- | ----- | ------ | ----- |
| Commune        | 7,2 % | 10,6 % | 8,6 % |
| Département    | 8,2 % | 9,9 %  | 10 %  |
| France entière | 8,3 % | 10 %   | 10 %  |

En 2018, la population âgée de 15 à 64 ans s'élève à 132 personnes, parmi lesquelles on compte 75,8 % d'actifs (67,2 % ayant un emploi et 8,6 % de chômeurs) et 24,2 % d'inactifs,. Depuis 2008, le taux de chômage communal (au sens du recensement) des 15-64 ans est inférieur à celui de la France et du département.
La commune fait partie de la couronne de l'aire d'attraction de Castres, du fait qu'au moins 15 % des actifs travaillent dans le pôle,. Elle compte 33 emplois en 2018, contre 44 en 2013 et 40 en 2008. Le nombre d'actifs ayant un emploi résidant dans la commune est de 91, soit un indicateur de concentration d'emploi de 36,1 % et un taux d'activité parmi les 15 ans ou plus de 56,6 %.
Sur ces 91 actifs de 15 ans ou plus ayant un emploi, 21 travaillent dans la commune, soit 23 % des habitants. Pour se rendre au travail, 84,1 % des habitants utilisent un véhicule personnel ou de fonction à quatre roues, 1,1 % les transports en commun, 3,4 % s'y rendent en deux-roues, à vélo ou à pied et 11,4 % n'ont pas besoin de transport (travail au domicile).

### Activités hors agriculture
17 établissements sont implantés  à Puycalvel au 31 décembre 2019.
Le secteur de l'industrie manufacturière, des industries extractives et autres est prépondérant sur la commune puisqu'il représente 29,4 % du nombre total d'établissements de la commune (5 sur les 17 entreprises implantées  à Puycalvel), contre 13 % au niveau départemental.

### Agriculture
La commune est dans la « plaine de l'Albigeois et du Castrais », une petite région agricole occupant le centre du département du Tarn. En 2020, l'orientation technico-économique de l'agriculture  sur la commune est la polyculture et/ou le polyélevage. 
|               | 1988 | 2000 | 2010 | 2020 |
| ------------- | ---- | ---- | ---- | ---- |
| Exploitations | 28   | 19   | 18   | 16   |
| SAU (ha)      | 837  | 857  | 757  | 828  |

Le nombre d'exploitations agricoles en activité et ayant leur siège dans la commune est passé de 28 lors du recensement agricole de 1988  à 19 en 2000 puis à 18 en 2010 et enfin à 16 en 2020, soit une baisse de 43 % en 32 ans. Le même mouvement est observé à l'échelle du département qui a perdu pendant cette période 58 % de ses exploitations,. La surface agricole utilisée sur la commune a également diminué, passant de 837 ha en 1988 à 828 ha en 2020. Parallèlement la surface agricole utilisée moyenne par exploitation a augmenté, passant de 30 à 52 ha.

## Culture locale et patrimoine

### Lieux et monuments
- Église Saint-Salvy de Puycalvel.
- Présence de deux souterrains : l'un aux Vignals et l'autre à la Calvétie, et qui pourraient être en rapport avec la motte de Saint-Martin-le-Vieux sur la commune de Moulayrès (cf. voir à ce nom)[32].

## Pour approfondir